# Liste des évêques de Mouila
Liste des évêques de Mouila
Le diocèse de Mouila (de) (Dioecesis Muilaensis) est créé le 11 décembre 1958, par détachement de celui de Libreville.

## Sont évêques
- 14 mai 1959-28 octobre 1976 : Raymond de La Moureyre (Raymond Marie Joseph de La Moureyre)
- 28 octobre 1976-22 avril 1992 : Cyriaque Obamba (Cyriaque Siméon Obamba)
- 22 avril 1992-8 novembre 1996 : siège vacant
- 8 novembre 1996-19 janvier 2013 : Dominique Bonnet
- depuis le 19 janvier 2013 : Mathieu Madega Lebouakehan[1]

## Sources
- La fiche du diocèse de Mouila sur le site www.catholic-hierarchy.org